# Justus Haucap

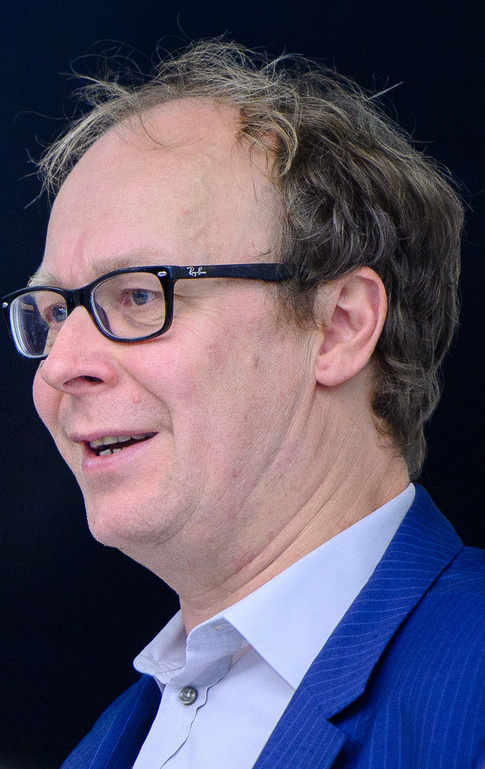
Justus Haucap, 2020

Justus Haucap (* 24. März 1969 in Quakenbrück) ist ein deutscher Wirtschaftswissenschaftler. Er ist seit 2009 Professor für Volkswirtschaftslehre und war von Jahresbeginn 2015 bis Ende 2018 Dekan der Wirtschaftswissenschaftlichen Fakultät an der Heinrich-Heine-Universität Düsseldorf. Er ist Gründungsdirektor des von der Universität unabhängigen privatwirtschaftlichen Institute for Competition Economics (DICE) und war von 2008 bis 2012 Vorsitzender der Monopolkommission. Von 2016 bis 2022 war er Mitglied des Kuratoriums der Fazit-Stiftung, die über 90 % an der Frankfurter Allgemeinen Zeitung hält. Diese verließ er, nachdem Vorwürfe verdeckter Lobbyarbeit Haucaps für den Konzern Uber öffentlich wurden. Seit 2019 ist er federführender Herausgeber der Perspektiven der Wirtschaftspolitik.

## Leben
Justus Haucap studierte nach dem Abitur am Quakenbrücker Artland-Gymnasium Volkswirtschaftslehre an der Universität des Saarlandes und am Department of Economics der University of Michigan in Ann Arbor. Er promovierte 1997 bei Rudolf Richter in Saarbrücken zum Thema „Werbung und Marktorganisation: Die ökonomische Theorie der Werbung betrachtet aus Perspektive der Neuen Institutionenökonomik“. Während seines Promotionsstudiums war er Visiting Scholar bei Oliver Williamson am Institute for Management, Innovation and Organization der Haas School of Business an der University of California, Berkeley. Anschließend ging er zur New Zealand Treasury (dem neuseeländischen Schatzamt) in Wellington und war dort hauptverantwortlich für die Bereiche Telekommunikation, Wasserwirtschaft, Post, Funkfrequenzen und wettbewerbspolitische Grundsatzfragen. Haucap habilitierte sich im November 2003 mit einer kumulierten Habilitationsschrift zum Thema „Acht Aufsätze zur Wirtschaftspolitik: Wettbewerb, Regulierung und Institutionen“ bei Jörn Kruse an der Helmut-Schmidt-Universität Hamburg.
Zwischen Februar 2004 und September 2007 war er Inhaber des Lehrstuhls für Wirtschaftspolitik, insbesondere Wettbewerbstheorie und -politik an der Ruhr-Universität Bochum sowie zwischen Wintersemester 2007/2008 und Sommersemester 2009 Inhaber des Lehrstuhls für Wirtschaftspolitik an der Friedrich-Alexander-Universität Erlangen-Nürnberg.
Zum Wintersemester 2009/10 wechselte er auf den Lehrstuhl für Volkswirtschaftslehre, insbesondere Wettbewerbstheorie und -politik (Schwarz-Schütte-Stiftungsprofessur) an der Heinrich-Heine-Universität Düsseldorf. Er ist Gründungsdirektor des Düsseldorf Institute for Competition Economics (DICE). Von Juli 2006 bis zum Juli 2014 war er Mitglied der Monopolkommission, davon vier Jahre (von Juli 2008 bis Juli 2012) auch ihr Vorsitzender.
Am 1. Januar 2015 wurde Haucap neuer Dekan der Wirtschaftswissenschaftlichen Fakultät der Düsseldorfer Universität. Er ist damit Nachfolger von Stefan Süß, der am selben Tag ins Rektorat der Universität als Prorektor für Studienqualität und Personalmanagement wechselte. Im September 2015 wurde er mit dem Gustav-Stolper-Preis des Vereins für Socialpolitik geehrt. Er ist Vertrauensdozent der Friedrich-Naumann-Stiftung für die Freiheit an der Universität Düsseldorf.
Haucap ist seit Ende 2020 Mitglied des wissenschaftlichen Beirats des Branchenverbandes Cannabiswirtschaft e. V. Seit 2021 hat er zusammen mit Lars Feld den mediapioneer-Podcast Feld & Haucap.
Haucap ist verheiratet und hat zwei Söhne und zwei Töchter.

## Wirken und Positionen
Haucap war nicht zuletzt in seiner Rolle als ehemaliges Mitglied der Monopolkommission häufig in den Medien präsent, unter anderem zu den Themen Post-Mindestlöhne, Abwrackprämie und zu Wettbewerbsdefiziten in den Bereichen Energie, Bahn und Telekommunikation, als entschiedener Gegner von branchenspezifischen Lohnuntergrenzen, als Kritiker des Erneuerbare-Energien-Gesetzes (EEG), als Gegner des Leistungsschutzrechtes für Presseverleger sowie als Befürworter einer Liberalisierung von Drogen wie Cannabis. Haucap schreibt auch Beiträge für den Autorenblog Carta, den INSM-Blog, das Manager Magazin sowie für Merton, das Onlinemagazin des Stifterverbandes für die Deutsche Wissenschaft.
2010 gab er im Auftrag der Lobbyorganisation Initiative Neue Soziale Marktwirtschaft das Buch „Behördenflut in Deutschland. 50 Ämter und Institutionen auf dem Prüfstand“ heraus.
Er plädierte 2015 für eine Abschaffung der Rundfunkgebühr, für eine Privatisierung der öffentlich-rechtlichen Rundfunkanstalten und für eine öffentliche Förderung eines gesellschaftlich bedeutenden Programmangebotes, ausgewählt von einem politikunabhängigen Gremium. Im Mai 2015 schrieb Haucap gemeinsam mit Christiane Kehder für The Huffington Post einen Beitrag, in dem er die Ausweitung des öffentlich-rechtlichen Programmangebotes in Zeiten digitaler Programmvielfalt mit folgender Metapher beschrieb: „Das ist ungefähr so, als ob man als Reaktion auf das Ende des Kalten Krieges eine vehemente Aufrüstung der Bundeswehr betrieben hätte.“
2018 schrieb Haucap für die Initiative Neue Soziale Marktwirtschaft eine Studie zu den „Kosten der Energiewende“, welche er mit 500 Milliarden Euro bis zum Jahr 2025 bezifferte. Die Nutzen der Energiewende wurden in der Studie nicht thematisiert, und keine Kosten-Nutzen-Analyse vorgenommen. Die Studie wurde weithin medial rezipiert. Die Weltwoche zitierte Haucap mit den Worten „Die Energiewende ist ein teurer Sonderweg“. Haucap selbst verfasste einen Artikel zu seiner Studie unter der Übschrift „Deutschlands teurer Energie-Irrweg“ für die Frankfurter Allgemeine Zeitung. Laut Haucap habe der Vertrag mit der INSM „nur die Pressekonferenz in den Büros der INSM beinhaltet, nicht aber Medienberichte“. 2018 wurde Haucap dann vom Interessenverband Die Familienunternehmer mit dem „ordnungspolitischen Preis“ für seinen FAZ-Artikel ausgezeichnet. In dem FAZ-Artikel zitiert Haucap die Ergebnisse seiner Studie, ohne darauf hinzuweisen, dass diese im Auftrag der INSM erstellt wurde.

## Kritik

### Uber
Im Zuge der 2022 veröffentlichten Uber Files stieß die Form seiner Auftragsforschung auf Kritik. Die DICE Consult GmbH, in der Haucap als Gesellschafter tätig ist, und DIW Econ hatten im Auftrag von Uber eine ökonomische Studie angefertigt, die 2015 (unter Offenlegung der Beauftragung durch Uber) veröffentlicht wurde. Nach den Erkenntnissen aus den Uber Files, hatte Haucap selbst im Oktober 2014 erstmals mit Uber über die Beauftragung gesprochen. Die Beteiligung Haucaps an der Studie erfolgte nach seinem Ausscheiden aus der Monopolkommission im Juli 2014, in der er zuletzt an der kritischen Begutachtung der Regulierung des Taximarktes in Deutschland beteiligt war. Kritisiert wurde im Rahmen der Recherchen zu Uber Files, dass Uber selbst „zahlreiche Änderungswünsche“ in die Studie eingebracht hatte. Kritisch wurde außerdem moniert, dass die DICE-Consult GmbH mit Uber neben der Studie die Anfertigung eines Presseartikels vertraglich fixiert und später als „Newsletter-Artikel“ abgerechnet hatte. Es wurde zudem der Verdacht geäußert, dass hier ein Gastbeitrag abgerechnet wurde, den Haucap ohne Hinweis auf eine Absprache mit Uber, am 6. Dezember 2014 in der FAZ als scheinbar unabhängige Äußerung eines Wissenschaftlers veröffentlicht hatte („Die Taxipreise freigeben“). Lobbycontrol bezeichnete das Vorgehen Haucaps und seiner Auftraggeber als „Musterbeispiel, wie Lobbyismus heutzutage funktioniert“. Tanjev Schultz, Journalistik-Professor an der Universität Mainz, erklärte: „Sollte sich der Fall allerdings so zugetragen haben, wie NDR und SZ ihn schildern, dann sehe ich hier sowohl einen medien- als auch einen wissenschaftsethischen Verstoß.“
Haucap selbst bestreitet die Vorwürfe. Sämtliche editorischen Änderungsvorschläge, die Uber im Zusammenhang mit der Studie vorgebracht habe, seien nur berücksichtigt worden, wenn sie von allen Studienautoren mitgetragen werden konnten. Bei dem von Uber im März 2015 bezahlten Artikel habe es sich zudem nicht um den am 6. Dezember 2014 erschienenen Gastbeitrag in der FAZ gehandelt. Der Artikel behandele vielmehr die Forschungsergebnisse aus seiner Zeit als Mitglied der unabhängigen Monopolkommission, während der Vertrag mit Uber erst am 19. Dezember 2014 unterzeichnet worden sei. Welcher Presseartikel damals gegenüber Uber abgerechnet wurde, ließe sich nicht mehr rekonstruieren. Der NDR veröffentlichte daraufhin Auszüge aus Uber-internen Aufzeichnungen, die dieser Darstellung widersprechen.
Im Zuge der Berichterstattung räumte Haucap seinen Posten im Kuratorium der FAZIT-Stiftung. Die Stiftung soll u. a. die redaktionelle Unabhängigkeit der FAZ sicherstellen.

### Cannabislegalisierung, Erneuerbare-Energien-Gesetz
Ähnlich intransparente Praktiken wurden ihm auch in weiteren Themenfeldern vorgeworfen. So setzte er sich für die Legalisierung von Cannabis ein, ohne seine Verbindungen zum Deutschen Hanfverband (DHV) offenzulegen, und bei seiner Kritik am Erneuerbare-Energien-Gesetz, wo er sowohl eine Auftragsstudie für das Land Sachsen erstellte, in der er die Umstellung der Förderung auf Quotenmodell empfahl, als Vertreter der Monopolkommission agierte, die das Gleiche äußerte, und als Gesicht einer Kampagne der Lobbyorganisation Initiative Neue Soziale Marktwirtschaft (INSM) auftrat, die für das Quotenmodell lobbierte. In diesem Zusammenhang berief er sich auch wiederholt im Ökonomen-Blog der INSM und der FAZ auf seine eigenen Auftragsstudien, ohne seine Autorenschaft und die Auftraggeber der Studien offenzulegen.

## Mitgliedschaften
- American Economic Association, Arbeitskreis Kartellrecht des Bundeskartellamtes, European Association for Law and Economics, European Association for Research in Industrial Economics, European Economic Association, International Network for Economic Research, Royal Economic Society, Verein für Socialpolitik
- Mitglied im wissenschaftlichen Beirat der Denkfabrik und Lobbyorganisation Stiftung Marktwirtschaft (seit 2012).
- Präsident von „Econwatch – Gesellschaft für Politikanalyse“[20]
- Mitglied der Nordrhein-Westfälischen Akademie der Wissenschaften (seit 2014).[21]
- Deutsche Akademie der Technikwissenschaften (Acatech)
- Prometheus – Das Freiheitsinstitut von Frank Schäffler (FDP), Mitglied des Kuratoriums
- Mitglied der Monopolkommission (2006–2014), Vorsitzender 2008–2012.
- Mitglied im wissenschaftlichen Beirat des Wissenschaftlichen Instituts für Infrastruktur und Kommunikationsdienste (WIK)
- Mitglied im wirtschaftspolitischen und im industrieökonomischen Ausschuss des Vereins für Socialpolitik
- Mitglied im Forschungsbeirat des RWI Essen (2007–2015)
- Mitglied im Redaktionsbeirat der MedienWirtschaft: Zeitschrift für Medienmanagement und Kommunikationsökonomie
- Mitglied im wissenschaftlichen Beirat der  Deutschen Zentralbibliothek für Wirtschaftswissenschaften – Leibniz-Informationszentrum Wirtschaft (2006–2010)
- Mitglied im wissenschaftlichen Beirat des Forschungsinstituts für Wirtschaftsverfassung und Wettbewerb (FIW), Köln
- Mitglied des Wissenschaftlichen Arbeitskreises für Regulierungsfragen (WAR) der Bundesnetzagentur (seit 2015)[22]
- Mitglied im Landeswirtschaftssenat des Bundesverbandes mittelständische Wirtschaft (BVMW) in NRW (seit 2018)[23]
- Mitglied der Ludwig-Erhard-Stiftung
- Mitglied im Verwaltungsrat der Lobbyorganisation Bund der Steuerzahler Deutschland NRW (seit 2023)[24]

## Auszeichnungen
- Wahl zum Lehrstuhl des Jahres 2005 an der Fakultät für Wirtschaftswissenschaft der Ruhr-Universität Bochum
- Grimme Online Award (2009) als Teil des Autorenkollektivs von Carta[25]
- Gustav-Stolper-Preis des Vereins für Socialpolitik (2015)[26]
- Ordnungspolitischer Preis der Lobbyorganisation „Die Familienunternehmer“ (2018)[27]

## Schriften (Auswahl)
- Auch der Fiskus profitiert: Der Nutzen einer Cannabislegalisierung in Deutschland. In: Alternativer Drogen- und Suchtbericht 6, 2019, S. 112–119.
- Macht, Markt und Wettbewerb: Was steuert die Datenökonomie?, Berlin 2018, ISBN 978-3-96476-022-7.
- mit Heike Schweitzer, Wolfgang Kerber, Robert Welker, Modernisierung der Missbrauchsaufsicht für marktmächtige Unternehmen, i. A. des Bundesministeriums für Wirtschaft und Energie, Baden-Baden 2018, ISBN 978-3-8487-5520-2.
- mit Holger Hoch, Praxishandbuch Energiekartellrecht, Berlin 2018, ISBN 978-3-89949-523-2.
- mit Christiane Kehder, Ina Loebert, Eine liberale Rundfunkordnung für die Zukunft, Düsseldorf 2015 (DICE Ordnungspolitische Perspektiven 79), ISBN 978-3-86304-679-8. Digitalisat
- mit Ulrich Heimeshoff, Google, Facebook, Amazon, eBay: Is the Internet Driving Competition or Market Monopolization? In: International Economics and Economic Policy 11, 2014, S. 49–61.
- mit Oliver Falck, Jürgen Kühling, Wachstumsorientierte Telekommunikationspolitik: Handlungsbedarf und -optionen, i. A. des Bundesministeriums für Wirtschaft und Technologie, Baden-Baden 2013, ISBN 978-3-8487-0831-4.
- mit Ralf Dewenter, Tobias Wenzel, On File Sharing with Indirect Network Effects between Concert Ticket Sales and Music Recordings. In: Journal of Media Economics 25, 2012, S. 168–178.
- Behördenflut in Deutschland. 50 Ämter und Institutionen auf dem Prüfstand, hrsg. i. A. der Initiative Neue Soziale Marktwirtschaft, Köln 2010, ISBN 978-3-9812730-4-5.
- mit Ralf Dewenter, Ökonomische Auswirkungen von öffentlich-rechtlichen Online-Angeboten: Marktauswirkungen innerhalb von Drei-Stufen-Tests, i. A. des Verbands Privater Rundfunk und Telemedien e. V., Baden-Baden 2009, ISBN 978-3-8329-5033-0.
- mit Uwe Pauly, Christian Wey: A Cartel Analysis of the German Labor Institutions and Its Implications for Labor Market Reforms. In: Journal of Institutional and Theoretical Economics (JITE) 163, 2007, S. 503–516.
- mit Stefan Bühler: Strategic Outsourcing Revisited. In: Journal of Economic Behavior and Organization, 61, 2006, S. 325–338.
- mit Christian Wey: Unionisation Structures and Innovation Incentives. in: The Economic Journal, 114, 2004, S. C140–C165.

### Porträts
- Varinia Bernau: Der Konkurrent ist dein Freund (Porträt in der Süddeutschen Zeitung, 12. August 2015)
- „Ich bin halt schon ein Liberaler“ (Porträt und Interview von Daniel Wetzel in der Welt am Sonntag, 16. Januar 2011)
- Kirsten Ludowig: Weltverbesserer ohne steifen Kragen (Porträt im Handelsblatt, 22. November 2009)